# Kościół Podwyższenia Krzyża Świętego w Gogolewie
Kościół Podwyższenia Krzyża Świętego w Gogolewie – rzymskokatolicki kościół parafialny we wsi Gogolewo, w powiecie śremskim. Należy do dekanatu nowomiejskiego.

## Architektura
Drewniany, zabytkowy kościół pochodzi z 1779. Posiada barokowe wyposażenie (XVII-XVIII wiek) i dach kryty gontem. Starszy kościół w 1777 roku spalił się wskutek uderzenia piorunem. W 1779 zbudowany został kolejny kościół drewniany, który przetrwał do naszych czasów. Kościół ten został zbudowany na niewielkim wzniesieniu przy zakolu rzeki Warty, w miejscu, jak głosi legenda, w którym zatrzymał się krzyż płynący pod prąd rzeki. Zdarzenie to zostało odebrane jako znak od Boga i zmobilizowało miejscowych do zbudowania świątyni. Na pamiątkę tego wydarzenia zmieniono wezwanie kościoła z wyżej wymienionych na Podwyższenie Krzyża Świętego.
Obiekt wpisano do rejestru zabytków  22 grudnia 1932, a potem ponownie 28 grudnia 2005.

## Otoczenie
Kościołowi towarzyszą: cmentarz i drewniana dzwonnica kryta czterospadowym dachem z gontami – oba z XVIII wieku. W pobliżu stoi też dworek z końca XVIII lub początku XIX wieku.